# Jumeau
Jumeau va ser una empresa francesa fundada a principis de la dècada del 1840, dedicada al disseny i manufactura de nines de porcellana d'alta qualitat.
Va ser fundada per Louis-Desire Belton i Pierre-François Jumeau a la Maison Jumeau de Montreuil-sous-Bois, a prop de París. Encara que Belton no va romandre molt temps a l'empresa, sota el lideratge de Jumeau (i posteriorment sota el del seu fill Emile), aviat l'empresa va guanyar reputació pels caps i els vestits de les seves nines, sent un reflex de la moda d'aquella època.
Les nines segueixen sent populars entre col·leccionistes, havent assolit valors de fins a 2.000 lliures en subhastes.

## Història
L'empresa Jumeau va sorgir primer com una societat entre Louis-Desire Belton i Pierre-François Jumeau al començament de la dècada del 1840.
El 1844, Belton i Jumeau van presentar les seves nines a l'Exposició de productes de la indústria francesa (en la qual van rebre una menció honorífica), si bé en 1846 el nom de Belton va deixar d'estar associat amb les nines. Jumeau va obtenir una medalla de bronze a l'Exposició de productes de la indústria francesa de 1849, així com un primer lloc a la Gran Exposició de Londres de 1851. Durant gran part d'aquest període, l'empresa va vendre la seva producció a majoristes, venent també durant les dècades del 1850 i 1860 nines de cera importades de la Gran Bretanya.
Cap al 1860, Pierre-François Jumeau va crear una nina amb un cap de porcellana de Sèvres i braços de cuir, cartró o fusta articulada,
En les exposicions de París i Londres, les nines Jumeau van rebre més atenció per l'alta qualitat dels seus vestits que per les nines en si. Això va canviar el 1867, quan a l'Exposició Universal de París de 1867 van ser premiades amb una medalla de plata i una menció especial sobre els caps de les nines. El 1867, el fill de Pierre-François, Emile Jumeau, es va unir a l'empresa.
Cap al 1873 es va fabricar el «bébé incassable» (nadó irrompible), que estava format per cartró modelat amb cap de porcellana, extremitats de fusta buides amb juntes i articulacions de boles per poder girar les extremitats, i mans «irrompibles», gràcies a composició de silicat de potassi barrejat amb cola i serradures. L'artista Carrier-Belleuse va esculpir un model artístic del cap.
Per a 1873, quan van ser guardonades amb una medalla d'or en l'Exposició Universal de Viena, l'empresa produïa les seves pròpies nines de porcellana a la seva fàbrica de Montreuil. Tot i la fama obtinguda per l'empresa Jumeau, molt poques nines poden ser identificades amb seguretat com anteriors a la dècada del 1870.

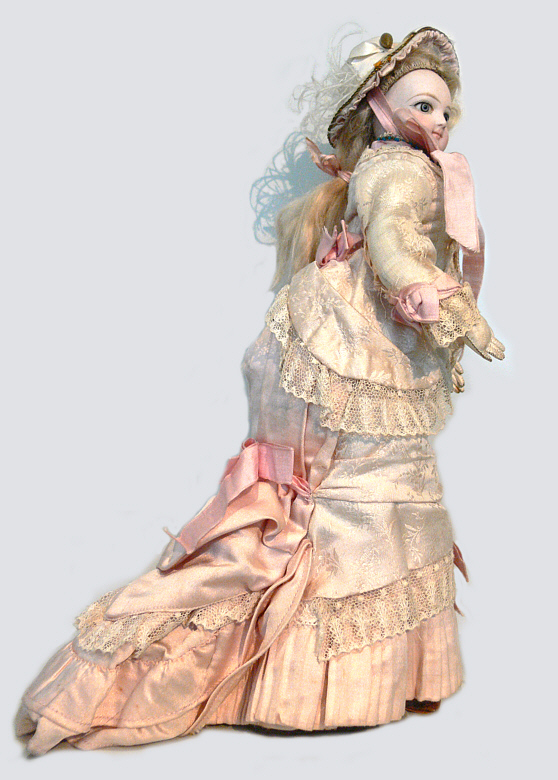
Nina Jumeau, c. 1870
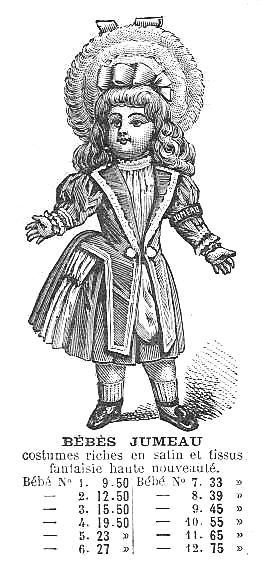
Gravat d'una nina Jumeau en un catàleg de 1880
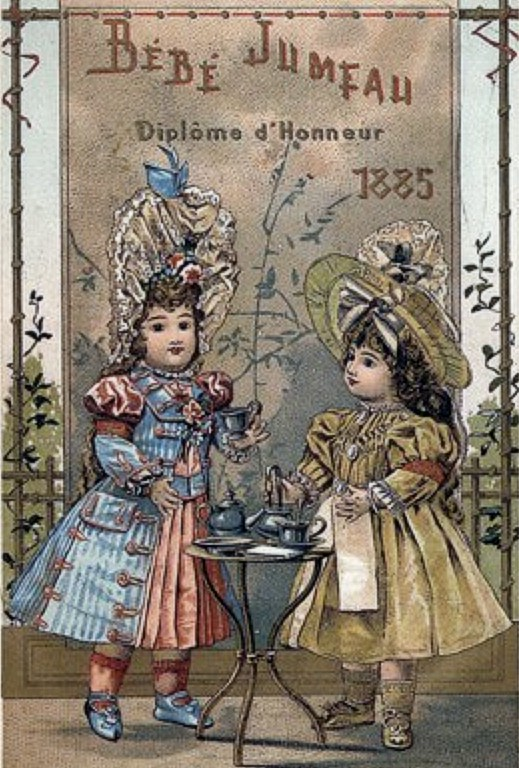
Anunci de nines Jumeau de 1885
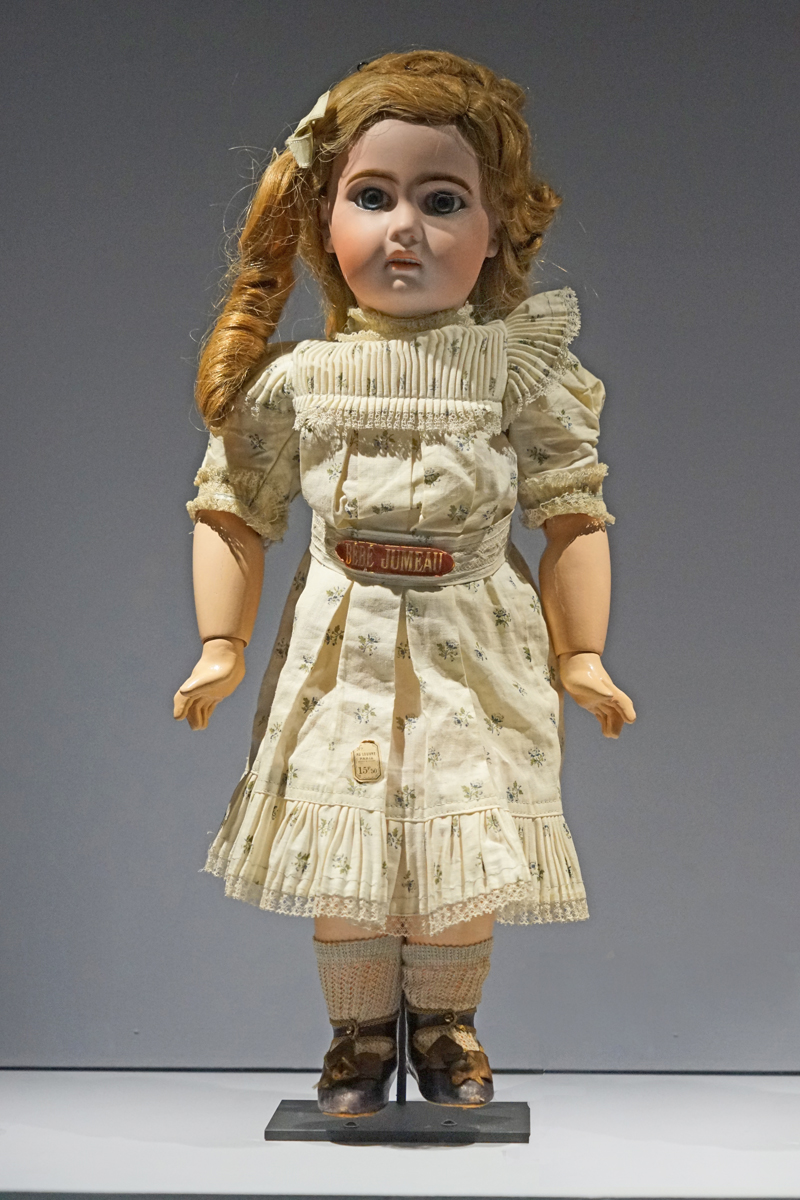
Nina Jumeau de 1915

Pel 1877, Emile Jumeau va començar a produir les seves primeres bébés (nines amb aparença més infantil). Amb ulls de vidre i roba elaborada per empreses especialitzades, milers de nines bébé van ser produïdes pel mercat internacional.
El 1878, l'empresa Jumeau va guanyar una medalla d'or en l'Exposició Universal de París de 1878, sent aquest premi anunciat en els cossos, capses, sabates i fins i tot en els vestits de les nines. Jumeau va obtenir diversos guardons incloent el premi al millor fabricant de nines a la Fira Internacional de Sydney (1879) i a la Fira Internacional de Melbourne (1880). Les nines eren buscades a nivell internacional com a objectes de luxe i símbol d'estatus. L'empresa també era considerada un triomf industrial, amb una producció anual d'aproximadament tres milions de nines a mitjans de la dècada del 1890.
L'edat d'or de Jumeau va durar dues dècades, des de finals de la dècada del 1870 fins a finals de segle xix, quan la competència de les nines alemanyes va originar problemes financers a l'empresa. Les nines Jumeau de finals de la dècada del 1890 són de qualitat més variable. Les nines alemanyes eren més barates que les franceses, tenint bons acabats i sent més apreciades per les nenes, tot i no tenir l'elegància i atractiu característic de les cares i vestits de les millors nines Jumeau. La companyia es va integrar en el conglomerat de la Société Française de Fabrication de Bébés et Jouets (Societat francesa de fabricació de nadons i juguets, SFBJ). La SFBJ va seguir emprant la marca registrada Bébé Jumeau al llarg de segle xx, produint fins i tot nines a l'estil Jumeau.